# ジュリアス・ルブラン・ステュワート
ジュリアス・ルブラン・ステュワート（Julius LeBlanc Stewart 、1855年9月6日 - 1919年1月4日）はアメリカ合衆国出身の富豪の両親をもち、フランスで活動した画家である。ヨーロッパで活躍したアメリカの画家、ジョン・シンガー・サージェントと同時代の人物で、「フィラデルフィアから来たパリジャン」(the Parisian from Philadelphia)と呼ばれた。

## 略歴
フィラデルフィアで生まれた。砂糖産業で財を成した、ウィリアム・フッド・ステュワートの息子で、家族は1865年にパリに移り、父親は美術収集家として有名になり、スペイン出身の画家、マリアノ・フォルトゥーニや「バルビゾン派」の画家たちのパトロンとして知られる。ジュリアス・ルブラン・ステュワートはパリで、キューバ出身の文筆家、サマコイス（Eduardo Zamacois）が家庭教師となり、エコール・デ・ボザールでジャン＝レオン・ジェロームに絵画を学んだ後、スペインの画家ライムンド・デ・マドラーソ(Raymondo de Madrazo)の弟子になった。
ステュワート家の資産によって、贅沢な生活を送り、好きなように絵を描くことができた。自らの属する富裕階級の結婚式などのイベントやスタイリッシュな女性像を描いた。新聞王、ゴードン・ベネット(James Gordon Bennett Jr.)の大型ヨットでの各地を周航し描いた作品もある。
1878年から20世紀、初めまでサロン・ド・パリに出展した。1894年の展覧会でパリのアメリカ人画家に関する企画展示が開かれた時、運営に協力した、シカゴ万国博覧会にも出展した。

## 作品

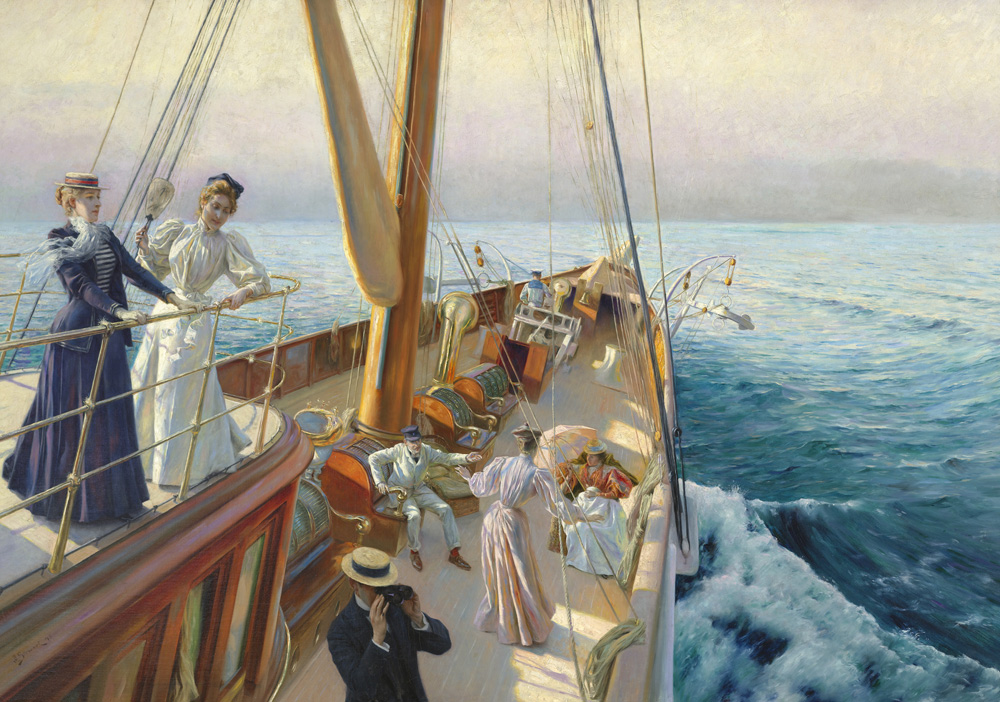
地中海を航行するヨット(1896)
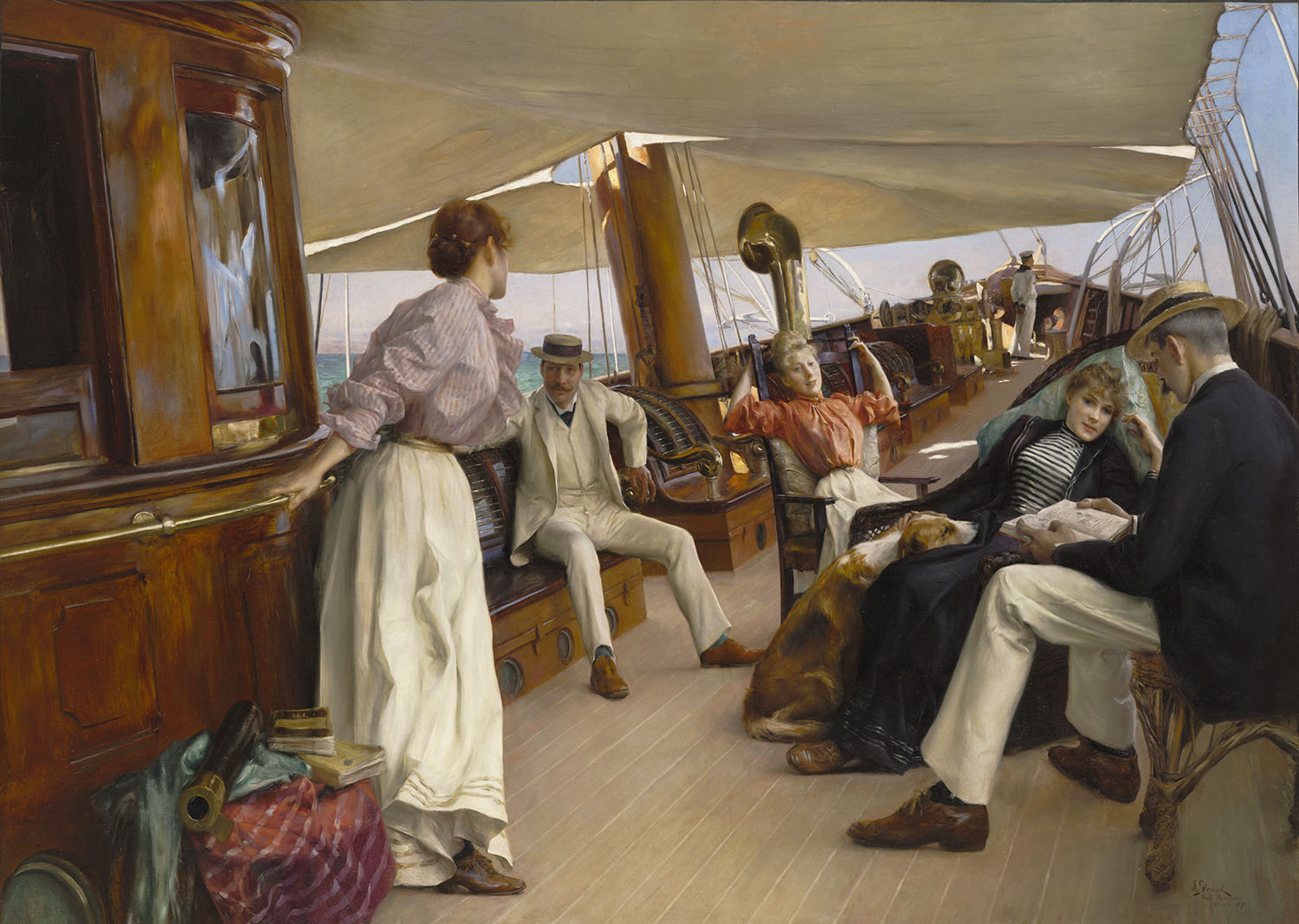
ヨット"Namouna"の船上 (1890)
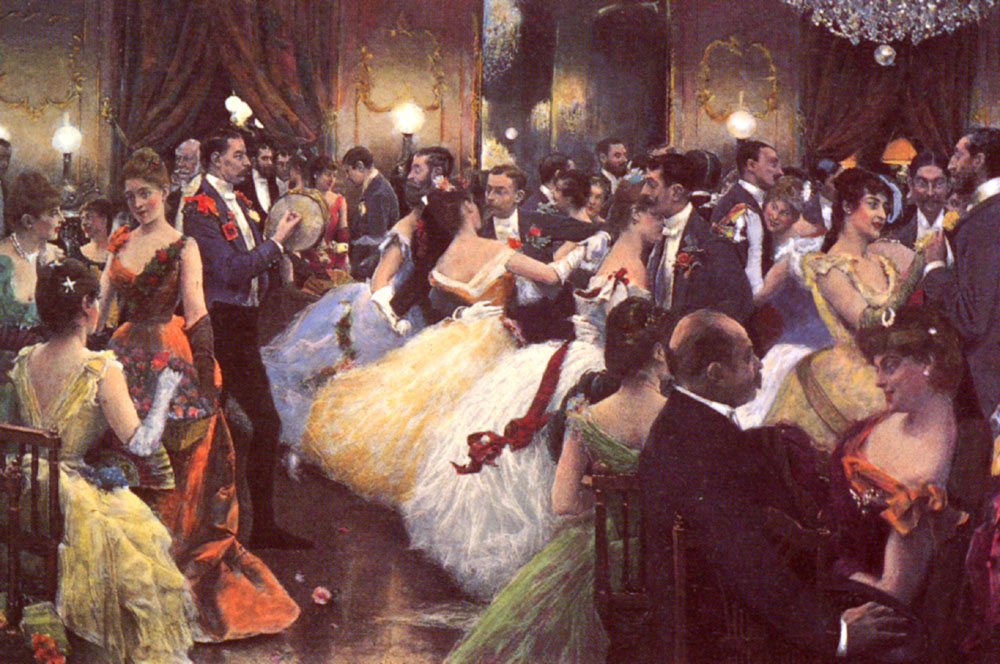
舞踏会 (1885)

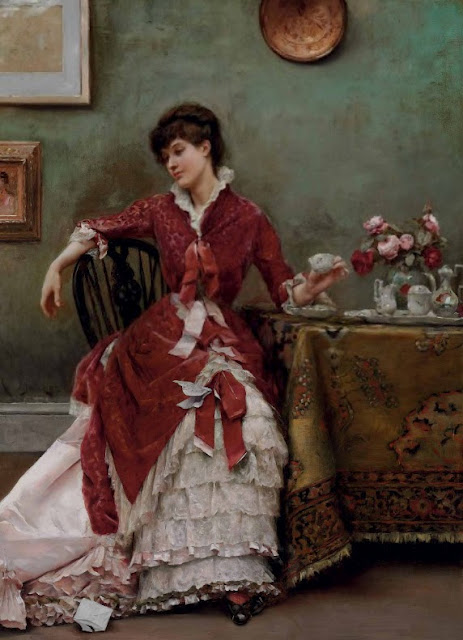
女優サラ・ベルナール
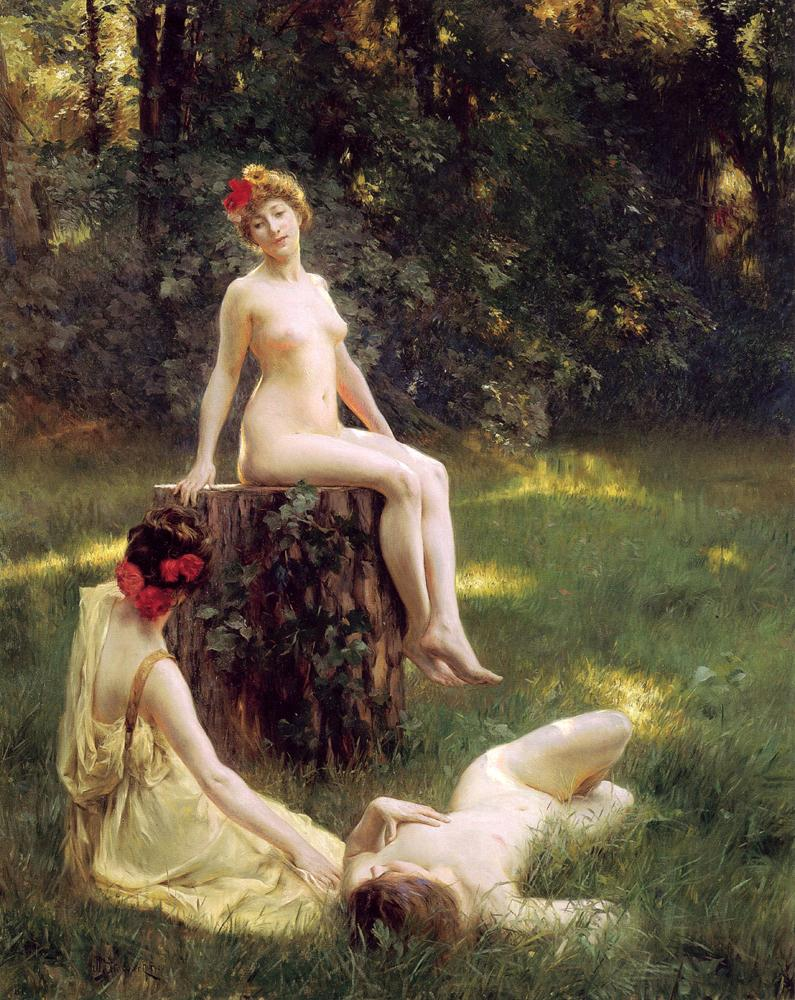
La Clairiere (1900)
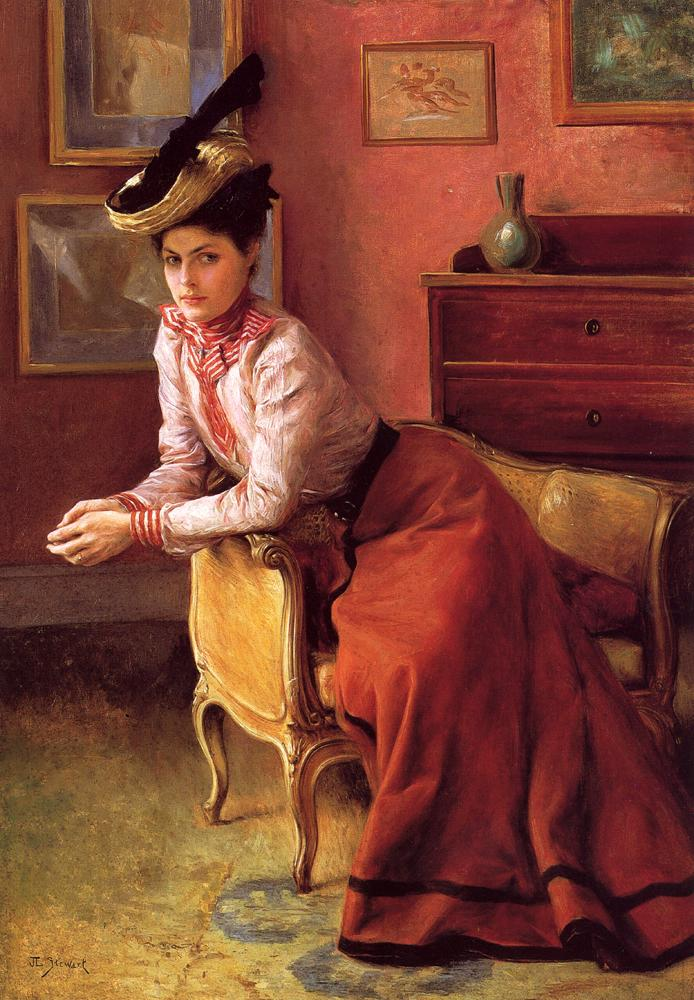
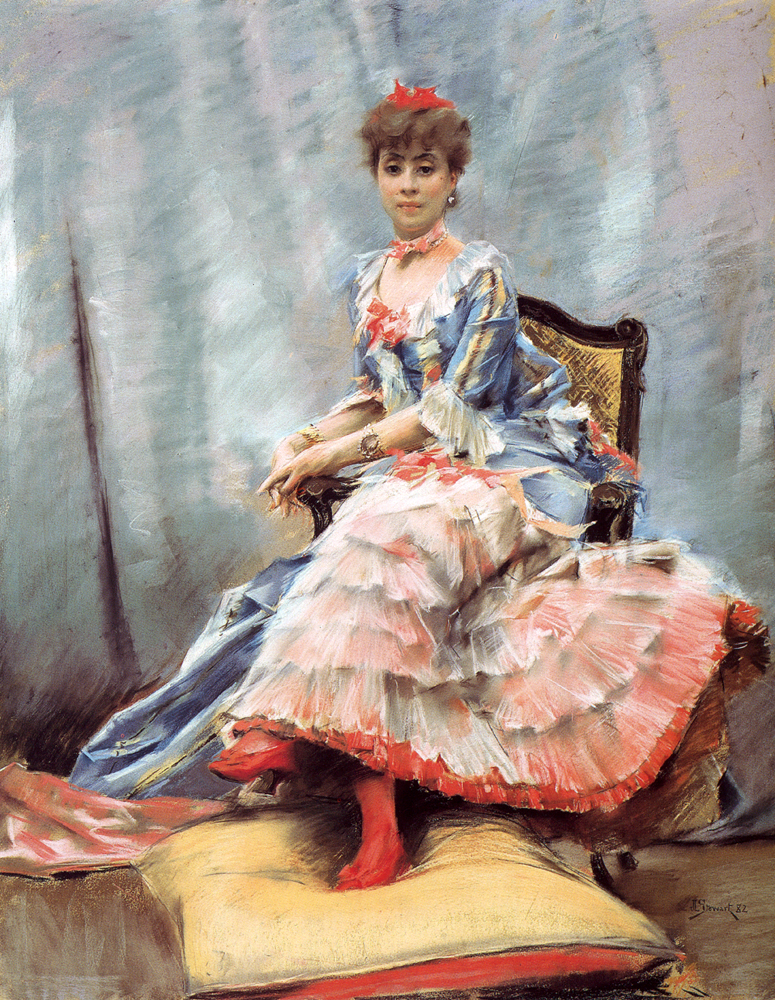
Laure Hayman